# خانه لگویی
خانه لگویی (به انگلیسی: Lego House) ترانه‌ای از اد شیرن خواننده و ترانه‌سرا انگلیسی است. در ۱۱ نوامبر ۲۰۱۱ به عنوان سومین تک آهنگ از اولین آلبوم استودیویی او + (با تلفظ «پلاس») در سال ۲۰۱۱ منتشر شد.